# Charlton-on-Otmoor
Charlton-on-Otmoor è un villaggio e parrocchia civile dell'Inghilterra, appartenente alla contea dell'Oxfordshire.